# Halk Bankası Spor Kulübü 2014-2015 (pallavolo maschile)
Questa voce raccoglie le informazioni riguardanti l'Halk Bankası Spor Kulübü nella stagione 2014-2015.

## Organigramma societario
Area direttiva
- Presidente: Selahattin Süleymanoğlu

Area tecnica
- Allenatore: Lorenzo Bernardi
- Secondo allenatore: Taner Atik, Massimo Caponeri
- Statistico: Ivan Contrario, Burak Emre Dirier

## Rosa
| N° | Nome              | Ruolo | Data di nascita   | Nazionalità sportiva |
| -- | ----------------- | ----- | ----------------- | -------------------- |
| 1  | Ulaş Kıyak        | P     | 11 agosto 1981    | Turchia              |
| 2  | Gökhan Çatal      | P     | 14 febbraio 1990  | Turchia              |
| 3  | Faik Güneş        | C     | 27 maggio 1993    | Turchia              |
| 4  | Çağlar Aksoylu    | S     | 22 agosto 1990    | Turchia              |
| 5  | Osmany Juantorena | S     | 12 agosto 1985    | Italia               |
| 6  | Abdullah Çam      | S     | 30 marzo 1997     | Turchia              |
| 7  | Can Ayvazoğlu     | S     | 14 settembre 1979 | Turchia              |
| 8  | Burutay Subaşı    | S/O   | 15 luglio 1990    | Turchia              |
| 9  | Turgay Doğan      | S     | 14 febbraio 1984  | Turchia              |
| 10 | Emre Batur        | C     | 21 aprile 1988    | Turchia              |
| 11 | Cvetan Sokolov    | O     | 31 dicembre 1989  | Bulgaria             |
| 12 | Mikko Esko        | P     | 2 settembre 1978  | Finlandia            |
| 13 | Michał Kubiak     | S     | 23 febbraio 1988  | Polonia              |
| 14 | Nuri Şahin        | L     | 1º gennaio 1980   | Turchia              |
| 15 | Resul Tekeli      | C     | 16 settembre 1986 | Turchia              |
| 17 | Marcin Możdżonek  | C     | 9 febbraio 1985   | Polonia              |

## Mercato
| Acquisti | Acquisti         | Acquisti             | Acquisti   |
| R.       | Nome             | da                   | Modalità   |
| -------- | ---------------- | -------------------- | ---------- |
| P        | Ulaş Kıyak       | İstanbul BB          | definitivo |
| P        | Gökhan Çatal     | Maliye Milli Piyango | definitivo |
| C        | Faik Güneş       | Maliye Milli Piyango | definitivo |
| S        | Turgay Doğan     | Fenerbahçe           | definitivo |
| O        | Cvetan Sokolov   | Trentino             | definitivo |
| P        | Mikko Esko       | Gubernija            | definitivo |
| S        | Michał Kubiak    | Jastrzębski Węgiel   | definitivo |
| C        | Marcin Możdżonek | ZAKSA                | definitivo |

| Cessioni | Cessioni            | Cessioni             | Cessioni      |
| R.       | Nome                | a                    | Modalità      |
| -------- | ------------------- | -------------------- | ------------- |
| S        | Matej Kazijski      | Trentino             | fine prestito |
| P        | Vefa Yılmaz         | Maliye Milli Piyango | definitivo    |
| C        | Sabit Karaağaç      | Şahinbey             | definitivo    |
| L        | Kerem Yaşar         | Afyonkarahisar       | definitivo    |
| P        | Raphael de Oliveira | Funvic               | definitivo    |
| P        | Hüseyin Koç         | Ziraat Bankası       | definitivo    |
| C/O      | Mitar Đurić         | KEPCO Vixtorm        | definitivo    |
| C        | Maurício de Souza   | Funvic               | definitivo    |
| S        | Çağlar Aksoylu      | İstanbul BB          | definitivo    |

## Risultati

### Voleybol 1. Ligi

#### Regular season

##### Andata
| 1ª giornata - 19 ottobre 2014 Başkent Voleybol Salonu, Ankara           | Halkbank        | 3 - 1 | Maliye Milli Piyango | 25-20, 25-27, 25-17, 25-20        |
| 2ª giornata - 26 ottobre 2014 Burhan Felek Spor Salonu, Istanbul        | İstanbul BB     | 1 - 3 | Halkbank             | 21-25, 29-27, 22-25, 22-25        |
| 3ª giornata - 29 ottobre 2014 Başkent Voleybol Salonu, Ankara           | Halkbank        | 3 - 1 | Şahinbey             | 22-25, 25-14, 25-17, 25-19        |
| 4ª giornata - 2 novembre 2014 Burhan Felek Spor Salonu, Istanbul        | Galatasaray     | 0 - 3 | Halkbank             | 23-25, 37-39, 22-25               |
| 5ª giornata - 9 novembre 2014 Başkent Voleybol Salonu, Ankara           | Halkbank        | 3 - 0 | Palandöken           | 25-21, 25-19, 25-17               |
| 6ª giornata - 16 novembre 2014 İzmir Atatürk Spor Salonu, Smirne        | Arkas           | 2 - 3 | Halkbank             | 25-22, 25-20, 22-25, 17-25, 16-18 |
| 7ª giornata - 23 novembre 2014 Başkent Voleybol Salonu, Ankara          | Halkbank        | 3 - 0 | Beşiktaş             | 25-17 25-14 25-19                 |
| 8ª giornata - 30 novembre 2014 Torul Spor Salonu ve Cim Saha, Gümüşhane | Gümüşhane Torul | 0 - 3 | Halkbank             | 22-25, 18-25, 18-25               |
| 9ª giornata - 7 dicembre 2014 İnegöl Kapalı Spor Salonu, İnegöl         | İnegöl          | 1 - 3 | Halkbank             | 25-23, 19-25, 25-27, 19-25        |
| 10ª giornata - 14 dicembre 2014 Başkent Voleybol Salonu, Ankara         | Halkbank        | 3 - 1 | Fenerbahçe           | 25-17, 25-18, 20-25, 25-22        |
| 11ª giornata - 21 dicembre 2014 Başkent Voleybol Salonu, Ankara         | Ziraat Bankası  | 0 - 3 | Halkbank             | 14-25, 19-25, 23-25               |

##### Ritorno
| 12ª giornata - 10 gennaio 2015 Başkent Voleybol Salonu, Ankara           | Maliye Milli Piyango | 1 - 3 | Halkbank        | 13-25, 25-21, 19-25, 14-25 |
| 13ª giornata - 16 gennaio 2015 Başkent Voleybol Salonu, Ankara           | Halkbank             | 3 - 0 | İstanbul BB     | 25-21, 25-15, 25-21        |
| 14ª giornata - 23 gennaio 2015 Karatas Sahinbey Spor Salonu, Gaziantep   | Şahinbey             | 1 - 3 | Halkbank        | 25-22, 19-25, 18-25, 20-25 |
| 15ª giornata - 31 gennaio 2015 Başkent Voleybol Salonu, Ankara           | Halkbank             | 3 - 0 | Galatasaray     | 25-14, 25-19, 25-20        |
| 16ª giornata - 6 febbraio 2015 Recep Tayyip Erdoğan Spor Salonu, Erzurum | Palandöken           | 0 - 3 | Halkbank        | 13-25, 15-25, 18-25        |
| 17ª giornata - 14 febbraio 2015 Başkent Voleybol Salonu, Ankara          | Halkbank             | 3 - 0 | Arkas           | 25-16, 25-16, 25-23        |
| 18ª giornata - 21 febbraio 2015 BJK Akatlar Arena, Istanbul              | Beşiktaş             | 0 - 3 | Halkbank        | 20-25, 19-25, 25-27        |
| 19ª giornata - 28 febbraio 2015 Başkent Voleybol Salonu, Ankara          | Halkbank             | 3 - 1 | Gümüşhane Torul | 26-28, 25-18, 25-16, 25-18 |
| 20ª giornata - 7 marzo 2015 Başkent Voleybol Salonu, Ankara              | Halkbank             | 3 - 0 | İnegöl          | 25-16, 25-21, 25-20        |
| 21ª giornata - 14 marzo 2015 Burhan Felek Spor Salonu, Istanbul          | Fenerbahçe           | 1 - 3 | Halkbank        | 25-23, 25-19, 25-16        |
| 22ª giornata - 21 marzo 2015 Başkent Voleybol Salonu, Ankara             | Halkbank             | 3 - 0 | Ziraat Bankası  | 25-23, 30-28, 25-18        |

#### Play-off scudetto
| Quarti di finale (gara 1) - 3 aprile 2015 BJK Akatlar Arena, Istanbul        | Beşiktaş       | 1 - 3 | Halkbank       | 18-25, 25-23, 20-25, 20-25 |
| Quarti di finale (gara 2) - 6 aprile 2015 Başkent Voleybol Salonu, Ankara    | Halkbank       | 3 - 1 | Beşiktaş       | 25-20, 28-30, 25-14, 25-16 |
| Final four (gara 1) - 17 aprile 2015 Mersin Toroslar Voleybol Salonu, Mersin | Halkbank       | 3 - 1 | Galatasaray    | 25-20, 25-12, 23-25, 25-20 |
| Final four (gara 2) - 18 aprile 2015 Mersin Toroslar Voleybol Salonu, Mersin | Ziraat Bankası | 0 - 3 | Halkbank       | 24-26, 24-26, 18-25        |
| Final four (gara 3) - 19 aprile 2015 Mersin Toroslar Voleybol Salonu, Mersin | Halkbank       | 1 - 3 | Arkas          | 21-25, 20-25, 25-23, 25-27 |
| Final four (gara 4) - 25 aprile 2015 Yüreğir Spor Salonu, Adana              | Arkas          | 3 - 0 | Halkbank       | 25-16, 27-25, 27-25        |
| Final four (gara 5) - 26 aprile 2015 Yüreğir Spor Salonu, Adana              | Halkbank       | 3 - 0 | Ziraat Bankası | 25-20, 25-22, 33-31        |
| Final four (gara 6) - 27 aprile 2015 Yüreğir Spor Salonu, Adana              | Galatasaray    | 0 - 3 | Halkbank       | 20-25, 16-25, 16-25        |

### Coppa di Turchia

#### Fase a eliminazione diretta
| Quarti di finale (andata) - 26 novembre 2014 İnegöl Kapalı Spor Salonu, İnegöl | İnegöl   | 0 - 3 | Halkbank    | 23-25, 22-25, 26-28        |
| Quarti di finale (ritorno) - 24 febbraio 2014 Başkent Voleybol Salonu, Ankara  | Halkbank | 3 - 0 | İnegöl      | 25-18, 25-14, 25-18        |
| Semifinali - 28 marzo 2014 Cengiz Göllü Kapalı Spor Salonu, Bursa              | Halkbank | 3 - 1 | Galatasaray | 25-21, 27-29, 27-25, 25-15 |
| Finale - 29 marzo 2014 Cengiz Göllü Kapalı Spor Salonu, Bursa                  | Halkbank | 3 - 0 | Arkas       | 25-18, 25-23, 25-22        |

### Supercoppa turca

#### Fase a eliminazione diretta
| Finale - 15 ottobre 2014 Mustafa Dağıstanlı SS, Samsun | Halkbank | 3 - 1 | Fenerbahçe | 25-22, 29-31, 25-15, 26-24 |

### Champions League

#### Fase a gironi
| 1ª giornata - 6 novembre 2014 PalaEvangelisti, Perugia           | Sir Safety Perugia | 3 - 1 | Halkbank           | 25-23, 23-25, 25-23, 30-28       |
| 2ª giornata - 19 novembre 2014 Başkent Voleybol Salonu, Ankara   | Halkbank           | 3 - 1 | Maaseik            | 25-17, 21-25, 25-15, 25-23       |
| 3ª giornata - 3 dicembre 2014 Centre Municipal des Sports, Tours | Tours              | 1 - 3 | Halkbank           | 22-25, 26-24, 20-25, 17-25       |
| 4ª giornata - 17 dicembre 2014 Başkent Voleybol Salonu, Ankara   | Halkbank           | 3 - 1 | Tours              | 23-25, 28-26, 25-19, 25-12       |
| 5ª giornata - 20 gennaio 2015 Lotto Dôme, Maaseik                | Maaseik            | 2 - 3 | Halkbank           | 25-21, 23-25, 25-23, 30-32, 9-15 |
| 6ª giornata - 27 gennaio 2015 Başkent Voleybol Salonu, Ankara    | Halkbank           | 3 - 1 | Sir Safety Perugia | 25-17, 19-25, 25-19, 25-18       |

#### Fase ad eliminazione diretta
| Play-off a 12 (andata) - 10 febbraio 2015 Başkent Voleybol Salonu, Ankara    | Halkbank    | 3 - 1 | Belogor'e   | 25-20, 20-25, 26-24, 28-26                   |
| Play-off a 12 (ritorno) - 17 febbraio 2015 Sports Palace Cosmos, Belgorod    | Belogor'e   | 3 - 1 | Halkbank    | 14-25, 25-17, 25-16, 25-22 Golden set: 11-15 |
| Play-off a 6 (andata) - 4 marzo 2015 Centr volejbola Sankt-Peterburg, Kazan' | Zenit-Kazan | 3 - 0 | Halkbank    | 25-19, 25-18, 25-17                          |
| Play-off a 6 (andata) - 11 marzo 2015 Başkent Voleybol Salonu, Ankara        | Halkbank    | 3 - 2 | Zenit-Kazan | 25-23, 17-25, 25-18, 23-25, 16-14            |

## Statistiche

### Statistiche di squadra
| Competizione     | Punti | In casa | In casa | In casa | In trasferta | In trasferta | In trasferta | Totale | Totale | Totale |
| Competizione     | Punti | G       | V       | P       | G            | V            | P            | G      | V      | P      |
| ---------------- | ----- | ------- | ------- | ------- | ------------ | ------------ | ------------ | ------ | ------ | ------ |
| Voleybol 1. Ligi | 67,1  | 12      | 12      | 0       | 12           | 12           | 0            | 30     | 28     | 2      |
| Coppa di Turchia | -     | 1       | 1       | 0       | 1            | 1            | 0            | 4      | 4      | 0      |
| Supercoppa turca | -     | -       | -       | -       | -            | -            | -            | 1      | 1      | 0      |
| Champions League | 14    | 5       | 5       | 0       | 5            | 2            | 3            | 10     | 7      | 3      |
| Totale           | -     | 18      | 18      | 0       | 18           | 15           | 3            | 45     | 40     | 5      |

G = partite giocate; V = partite vinte; P = partite perse

### Statistiche dei giocatori
| Giocatore     | Campionato | Campionato | Campionato | Campionato | Campionato | Coppa di Turchia | Coppa di Turchia | Coppa di Turchia | Coppa di Turchia | Coppa di Turchia | Supercoppa turca | Supercoppa turca | Supercoppa turca | Supercoppa turca | Supercoppa turca | Champions League | Champions League | Champions League | Champions League | Champions League | Totale | Totale | Totale | Totale | Totale |
| Giocatore     | P          | PT         | AV         | MV         | BV         | P                | PT               | AV               | MV               | BV               | P                | PT               | AV               | MV               | BV               | P                | PT               | AV               | MV               | BV               | P      | PT     | AV     | MV     | BV     |
| ------------- | ---------- | ---------- | ---------- | ---------- | ---------- | ---------------- | ---------------- | ---------------- | ---------------- | ---------------- | ---------------- | ---------------- | ---------------- | ---------------- | ---------------- | ---------------- | ---------------- | ---------------- | ---------------- | ---------------- | ------ | ------ | ------ | ------ | ------ |
| Ç. Aksoylu    | 2          | 2          | 2          | 0          | 0          | 0                | 0                | 0                | 0                | 0                | 0                | 0                | 0                | 0                | 0                | 0                | 0                | 0                | 0                | 0                | 2      | 2      | 2      | 0      | 0      |
| C. Ayvazoğlu  | 21         | 24         | 13         | 7          | 4          | 4                | 0                | 0                | 0                | 0                | 0                | 0                | 0                | 0                | 0                | 4                | 2                | 2                | 0                | 0                | 29     | 26     | 15     | 7      | 4      |
| E. Batur      | 26         | 226        | 149        | 52         | 25         | 3                | 35               | 29               | 4                | 2                | 1                | 14               | 9                | 2                | 3                | 9                | 57               | 42               | 12               | 3                | 39     | 332    | 229    | 70     | 33     |
| A. Çam        | 14         | 9          | 7          | 1          | 1          | 3                | 3                | 3                | 0                | 0                | 0                | 0                | 0                | 0                | 0                | 6                | 0                | 0                | 0                | 0                | 23     | 12     | 10     | 1      | 1      |
| G. Çatal      | 7          | 0          | 0          | 0          | 0          | 1                | 0                | 0                | 0                | 0                | 0                | 0                | 0                | 0                | 0                | 0                | 0                | 0                | 0                | 0                | 8      | 0      | 0      | 0      | 0      |
| T. Doğan      | 9          | 37         | 28         | 8          | 1          | 1                | 5                | 3                | 1                | 1                | -                | -                | -                | -                | -                | 2                | 1                | 0                | 1                | 0                | 12     | 43     | 31     | 10     | 2      |
| M. Esko       | 7          | 19         | 10         | 3          | 6          | 0                | 0                | 0                | 0                | 0                | -                | -                | -                | -                | -                | 10               | 8                | 2                | 3                | 3                | 17     | 27     | 12     | 6      | 9      |
| F. Güneş      | 14         | 29         | 17         | 10         | 2          | 3                | 2                | 2                | 0                | 0                | 1                | 0                | 0                | 0                | 0                | 0                | 0                | 0                | 0                | 0                | 18     | 31     | 19     | 10     | 2      |
| O. Juantorena | 18         | 263        | 223        | 10         | 30         | 1                | 13               | 7                | 2                | 4                | 1                | 17               | 16               | 0                | 1                | 7                | 138              | 120              | 7                | 11               | 27     | 431    | 366    | 19     | 46     |
| U. Kıyak      | 25         | 49         | 13         | 29         | 7          | 4                | 6                | 2                | 2                | 2                | 1                | 1                | 0                | 1                | 0                | 0                | 25               | 8                | 14               | 3                | 30     | 81     | 23     | 46     | 12     |
| M. Kubiak     | 26         | 317        | 251        | 33         | 33         | 3                | 45               | 30               | 9                | 6                | 1                | 11               | 9                | 1                | 1                | 10               | 104              | 91               | 8                | 5                | 40     | 477    | 381    | 51     | 45     |
| M. Możdżonek  | 15         | 108        | 59         | 43         | 6          | 4                | 27               | 17               | 6                | 4                | -                | -                | -                | -                | -                | 10               | 42               | 23               | 18               | 1                | 29     | 177    | 99     | 67     | 11     |
| N. Şahin      | 29         | 0          | 0          | 0          | 0          | 4                | 0                | 0                | 0                | 0                | 1                | 0                | 0                | 0                | 0                | 10               | 0                | 0                | 0                | 0                | 44     | 0      | 0      | 0      | 0      |
| C. Sokolov    | 24         | 395        | 307        | 61         | 27         | 4                | 64               | 54               | 7                | 3                | 1                | 25               | 18               | 2                | 5                | 10               | 199              | 167              | 18               | 14               | 39     | 683    | 546    | 88     | 49     |
| B. Subaşı     | 19         | 153        | 114        | 20         | 19         | 3                | 26               | 20               | 1                | 5                | 1                | 1                | 1                | 0                | 0                | 3                | 19               | 16               | 1                | 2                | 26     | 199    | 151    | 22     | 26     |
| R. Tekeli     | 24         | 160        | 109        | 42         | 9          | 3                | 16               | 8                | 5                | 3                | 1                | 9                | 8                | 1                | 0                | 9                | 54               | 37               | 12               | 5                | 37     | 239    | 162    | 60     | 17     |

P = presenze; PT = punti totali; AV = attacchi vincenti; MV = muri vincenti; BV = battute vincenti